# Kielvale
Kielvale är en del av en befolkad plats i Australien. Den ligger i kommunen Tweed och delstaten New South Wales, i den sydöstra delen av landet, omkring 650 kilometer norr om delstatshuvudstaden Sydney.
Närmaste större samhälle är Banora Point, omkring 17 kilometer nordost om Kielvale. 
Trakten runt Kielvale består till största delen av jordbruksmark. Runt Kielvale är det ganska glesbefolkat, med 24 invånare per kvadratkilometer. Genomsnittlig årsnederbörd är 1 801 millimeter. Den regnigaste månaden är januari, med i genomsnitt 320 mm nederbörd, och den torraste är oktober, med 41 mm nederbörd.